# Anaïs Grangerac
Anaïs Grangerac, née le 25 avril 1988 à Saint-Germain-en-Laye, est une animatrice de télévision française.
Elle accède à la notoriété en 2014, lorsqu'elle est repérée dans les coulisses de l'émission The Voice par les internautes qui la désignent comme « La meuf de la porte ». Elle travaille pour W9, RMC Story, puis le groupe TF1.

## Biographie

### Jeunesse et études
Anaïs Grangerac naît le 25 avril 1988 à Saint-Germain-en-Laye d'une mère bretonne et d'un père martiniquais, avec lequel elle a coupé tout lien. Elle grandit dans la commune de Sartrouville et y étudie au collège Colette puis au lycée Évariste-Galois.
Elle suit ensuite deux années de classe préparatoire littéraire et une formation au CELSA Sorbonne Université, concluant avec un niveau master en Information et communication,. Elle effectue son stage de fin d'étude à TF1,.

### Débuts dans les coulisses de la télévision et accès à la notoriété
Anaïs Grangerac est embauchée en tant que chargée de casting pour la société de production Shine France. Elle est chargée de la sélection et l'accompagnement des candidats d'émissions produites par Shine, telles : MasterChef, The Voice, Les Reines du shopping, Les Ch'tis à Las Vegas, Les Marseillais à Miami, Baby Boom, ou encore Prodiges,,.
Début 2014, elle apparaît dans la troisième saison de The Voice, diffusée sur TF1. Elle a pour rôle d'ouvrir la porte aux candidats, juste avant qu'ils montent sur scène. Elle n'est donc visible à l'antenne que quelques secondes, mais parvient à faire le buzz sur les réseaux sociaux, où elle est désignée par le hashtag : « #LaMeufDeLaPorte »,,,.
Pour la saison suivante, début 2015, elle n'apparaît plus à l'antenne, puisqu'elle est désormais chargée de faire découvrir les coulisses de l'émission aux internautes, via plusieurs vidéos publiées sur le site tf1.fr.

### Premiers pas à l'antenne dans les programmes musicaux de W9
Elle est alors repérée par les dirigeants du groupe M6, et fin 2015, elle fait ses premiers pas en tant qu'animatrice de l'émission @ vos clips, sur W9,.
En juin 2016, elle co-anime plusieurs prime-time avec Jérôme Anthony sur cette même chaîne, notamment : Tout le monde chante contre le cancer : les stars relèvent le défi, ou encore, Les Kids font leur show,,.
En septembre 2016, elle reprend l'animation de Talents W9, une autre émission musicale de la chaîne.

### Passage éclair sur RMC Story, puis arrivée dans le groupe TF1
En octobre 2018, elle rejoint RMC Story et devient chroniqueuse dans Talk Show, une nouvelle émission présentée Jean-Baptiste Boursier. Dans sa rubrique intitulée Le Cloud, elle s'intéresse à l'actualité sociétale et culturelle,. Cependant, avec des audiences décevantes, l'émission s'arrête au bout de quelques numéros, en décembre de la même année.
Elle est alors recrutée par le groupe TF1, et en janvier 2019, elle co-anime Big Bounce Battle, avec Christophe Beaugrand et Laurence Boccolini sur TF1. Elle est chargée d'interviewer les candidats et recueillir leurs impressions.
En décembre 2019, elle présente Mariés dans l'année en pré-access, sur TF1, une émission qui remplace pendant un temps Quatre mariages pour une lune de miel, et qui a pour objectif d'aider des couples ayant un problème quelques jours avant leur mariage,, ainsi que Le Grand bêtisier de Noël, sur TMC.
En juillet 2020, elle coprésente Les 100 plus grands..., spécial Aléas du direct, avec Christophe Beaugrand.
En décembre 2020, elle présente Le Grand bêtisier de Noël, sur TMC et Pas une seconde à perdre, sur TF1, un jeu éphémère, diffusé aux alentours de 20 h 50,.
Depuis décembre 2020, elle présente un programme court diffusé sur TF1, tous les samedis à 20 h 50, intitulé Nés pour bouger. En partenariat avec la Matmut, il a pour objectif de promouvoir la pratique du sport.
En février 2021, elle participe à la deuxième saison de Stars à nu, une émission diffusée sur TF1, qui a pour objectif de sensibiliser et inciter les téléspectateurs au dépistage de cancers.

### Vie privée
Les parents d'Anaïs Grangerac sont séparés depuis sa jeunesse, et elle a une sœur prénommée Mélissa, qui a trois ans de moins qu'elle.
Depuis 2013, elle est en couple avec Damien Noël, un coach sportif. Ils se marient le 29 août 2018,,,. Le 8 novembre 2021, elle donne naissance à une fille prénommée Mila.

## Émissions

### Animatrice et chroniqueuse
- 2015 - 2018 : Talents W9 sur W9
- 2015 - 2018 : @ vos clips sur W9
- 2016 : Tout le monde chante contre le cancer : les stars relèvent le défi sur W9 : coanimatrice
- 2016 : Les Kids font leur show, sur W9
- 2018 : Talk Show sur RMC Story : chroniqueuse
- Depuis 2019 : présentatrice des Tirages du Loto et de l'EuroMillions, sur TF1 (en alternance avec Jean-Pierre Foucault, Christophe Beaugrand, Karine Ferri, Elsa Fayer, Inès Vandamme et Alexandre Devoise)
- 2019 : Big Bounce Battle, sur TF1 : coanimatrice avec Christophe Beaugrand et Laurence Boccolini
- 2019 : Mariés dans l'année, sur TF1
- Depuis 2019 : Le Grand bêtisier de Noël, sur TMC
- 2020 : Les 100 plus grands... sur TF1 : coanimatrice avec Christophe Beaugrand
- 2020 : Pas une seconde à perdre sur TF1
- Depuis 2020 : Nés pour bouger sur TF1
- Depuis 2021 : Clap, le magazine culturel sur TF1 Séries Films et TFX
- 2022 : En vacances toute ! sur TF1
- 2022 : Incroyable rénovation : du virtuel au réel sur TFX
- 2022 : Le Grand Bêtisier de l'été sur TF1[32]
- 2023 : Paranormal : les 13 phénomènes les plus incroyables sur TMC
- Depuis 2024 : Bonjour ! La Matinale TF1 sur TF1
- 2024 : Le Grand Bêtisier de l’été sur TMC
- Depuis 2025 : The Voice la plus belle voix sur TF1 : coanimatrice avec Nikos Aliagas
- Depuis 2025 : Ninja Warrior : Le Parcours des héros sur TF1 : coanimatrice avec Denis Brogniart et Christophe Beaugrand

### Participante / candidate
- 2019-2025 : Le Grand Concours des animateurs sur TF1 : candidate
- 2019 : Fort Boyard sur France 2 : candidate
- 2019 : Vendredi tout est permis avec Arthur sur TF1 : participante
- 2021 : Stars à nu (deuxième saison) sur TF1 : participante
- 2022 : Le Grand Quiz sur TF1 : candidate